# Санта-Марія (Ріу-Гранді-ду-Сул)
Санта-Марія (порт. Santa Maria) — муніципалітет у Бразилії, входить у штат Ріу-Гранді-ду-Сул. Складова частина мезорегіону Західно-центральна частина штату Ріу-Гранді-ду-Сул. Входить у економіко-статистичний мікрорегіон Санта-Марія. Населення становило 263 403 особи станом на 2007 рік. Площа 1779,556 км². Щільність населення — 154 люд./км².

## Історія
Місто засноване 17 травня 1858 року.
У січні 2013 року в одному з нічних клубів міста відбулася пожежа, яка забрала життя 233 людей.

## Статистика
- Валовий внутрішній продукт на 2005 становив 2 358 076 000,00 реалів (дані: Бразильський інститут географії та статистики).
- Валовий внутрішній продукт на душу населення на 2005 становив 8864,00 реалів (дані: Бразильський інститут географії та статистики).
- Індекс розвитку людського потенціалу на 2000 становив 0,845 (дані: Програма розвитку ООН).

## Географія

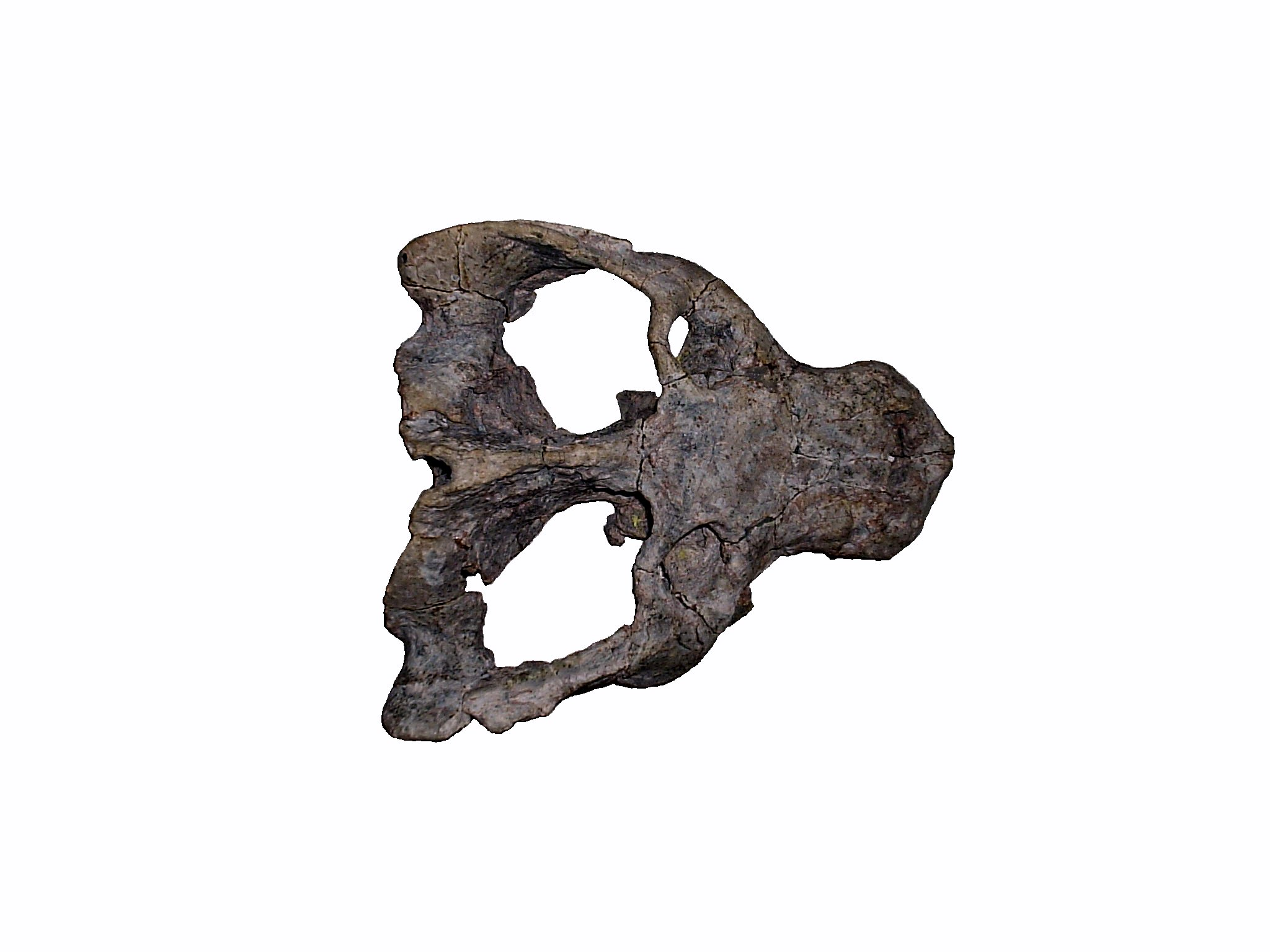
череп Exaeretodon. Знайдений в Санта-Марії.

Клімат місцевості: субтропічний.